# Гней Помпей Коллега
Гней Помпей Коллега (лат. Gnaeus Pompeius Collega) — римский политический и военный деятель второй половины I века.
В 70 году Коллега в качестве легата легиона подавил восстание в сирийском городе Антиохия-на-Оронте. В 71 году он занимал должность консула-суффекта вместе с Квинтом Юлием Кордом. С 74/75 года по 76 год Коллега находился на посту легата пропретора Галатии и Каппадокии.
Его сыном был ординарный консул 93 года Секст Помпей Коллега.